# SiegedSec
SiegedSec, abréviation de Sieged Security est un groupe d'hacktivistes criminels black-hat formé au début de 2022. Le groupe se décrit comme des « hackers Gay Furry »,,,.
Le groupe commet plusieurs cyberattaques de grande envergure, notamment des attaques contre l'OTAN,,, le Laboratoire national de l'Idaho,, et Real America's Voice,. Le 10 juillet 2024, après avoir attaqué le think tank Heritage Foundation, le groupe de hackers annonce qu'il se dissoudrait afin d'éviter d'attirer l'attention.

## Description
SiegedSec est dirigé par un individu utilisant le pseudonyme de « vio ». Abréviation de « Sieged Security »,,, la chaîne Telegram de SiegedSec est créée pour la première fois en avril 2022, en se qualifiant de « hackers gays furry »,.
SiegedSec cible une grande variété d'organisations, allant des organisations intergouvernementales comme l'OTAN, et des installations de recherche fédérales comme le Laboratoire national de l'Idaho, aux organismes conservateurs comme la Heritage Foundation, et Real America's Voice, ainsi que divers États américains ayant pris des dispositions légale desservant les personnes transgenres et non-binaires.

## Cyberattaques notables

### Atlassian
Le 14 février 2023, les données du principal fournisseur australien de logiciels Atlassian sont divulguées sur Internet par SiegedSec à l'aide d'identifiants d'employés volés. 13 000 dossiers d'employés sont affectés par ce piratage, et SiegedSec a également pu obtenir les plans d'étage des bureaux d'Atlassian.

### Mouvements #OpTransRights
En juin 2023, SiegedSec cible plusieurs entités gouvernementales américaines pour protester contre les projets de loi anti-affirmation de genre. Les pirates diffusent une variété de données, notamment celles provenant du gouverneur de Fort Worth au Texas, de la Cour suprême du Nebraska et des dossiers de police de Caroline du Sud.
En avril et mai 2024, SiegedSec lance sa deuxième opération de défense des droits des trans, #OpTransRights2. Les hacktivistes ciblent avec succès et divulguent des données de Real America's Voice, et de River Valley Church.

### Université du Connecticut
En juillet 2023, SiegedSec envoie une série d'e-mails frauduleux à des étudiants de premier cycle de l'Université du Connecticut via LISTSERV, annonçant à tort le « décès malheureux de Radenka Maric », présidente de l'Université du Connecticut. Lors d'une interview avec le Hartford Courant, « vio » revendique la responsabilité de l'incident, et dévoile la vulnérabilité qui leur a permis l'attaque.

### OTAN
En 2023, les portails de l'OTAN sont compromis à deux reprises par SiegedSec. La fuite contient plus de 3 000 documents internes,,,. Les portails compromis sont le Joint Advanced Distributed Learning, le portail des enseignements tirés de l'OTAN, le portail du réseau logistique, le portail de coopération des communautés d'intérêt, le portail de la Division des investissements de l'OTAN et le Bureau de normalisation de l'OTAN. Peu de temps après l’incident, l’OTAN a annoncé qu’elle allait enquêter sur l’attaque,.

### Bezeq
Le 30 octobre 2023, SiegedSec attaque Bezeq, l'un des plus grands fournisseurs de télécommunications israéliens. Les pirates divulguent des informations personnelles de près de 50 000 clients.

### Laboratoire national de l'Idaho
En novembre 2023, le système Oracle HR, logiciel utilisé principalement par les ressources humaines, du laboratoire national de l'Idaho est compromis, ce qui a entraine la fuite de données personnelles des employés, le groupe exigeant que le laboratoire mène des recherches sur la « création de catgirls réelles » en échange de la suppression des données. Le 7 février 2024, un certain nombre d'employés reçoivent des demandes de paiement de rançon par courrier avec leurs données.

### Heritage Foundation
En juillet 2024, SiegedSec annonce avoir piraté et diffusé des données du groupe de réflexion conservateur The Heritage Foundation, qui a dirigé les propositions du Projet 2025. Le groupe publie ensuite une déclaration sur Telegram, qualifiant les propositions de « plan nationaliste chrétien autoritaire visant à réformer le gouvernement des États-Unis ». Un porte-parole de la fondation rejette les attaques comme étant « un faux récit et une exagération », affirmant que toutes les bases de données, systèmes et sites Web étaient sécurisés,. Le groupe de hackers publie alors une conversation Signal entre « vio » et le directeur de la Heritage Foundation, Mike Howell, dans laquelle Howell déclare qu'il était, en collaboration avec le FBI, activement en train d'identifier et de démasquer les membres du groupe de cybercriminels.

## Dissolution
Après avoir publié les conversations avec la Heritage Foundation, SiegedSec annonce qu'ils allaient se dissoudre pour éviter l'attention du public et du FBI.

## Enquête judiciaire
À la suite de l'attaque du laboratoire national de l'Idaho, il a été annoncé que le FBI ainsi que l'Agence de cybersécurité et de sécurité des infrastructures avaient été contactés pour aider à enquêter sur l'incident.